# Battaglia di Annual
La battaglia di Annual fu combattuta il 22 luglio 1921 ad Annual, oggi nel nord-est del Marocco, tra l'esercito spagnolo e i combattenti berberi durante la Guerra del Rif. Gli spagnoli subirono una grave sconfitta militare, quasi sempre ricordata dagli spagnoli come il disastro di Annual (in spagnolo: Desastre de Annual), che portò a gravi crisi politiche e a una ridefinizione della politica coloniale spagnola nei confronti del Rif.

## Sfondo storico
All'inizio del 1921 l'esercito spagnolo aveva iniziato un'offensiva nel nord-est del Marocco dalle regioni costiere già detenute dalla Spagna. L'avanzata era avvenuta senza che fossero adeguatamente stabilite linee di comunicazione estese o con il completo assoggettamento delle aree occupate. Nel corso dell'offensiva spagnola il comandante spagnolo, generale Manuel Fernández Silvestre, era penetrato per quasi 130 km nelle linee nemiche, ma durante l'avventata avanzata non erano stati posti né forti difendibili né punti di approvvigionamento idrico accessibili. Il territorio occupato dagli spagnoli era presidiato solo da piccoli fortini improvvisati (blocaos), ciascuno presidiato da una manciata di soldati (in genere 12-20). Gli avamposti erano molto diffusi, tipicamente situati in luoghi elevati, distanti da fonti d'acqua e privi di buone comunicazioni con le posizioni principali.

## Annual
Nel gennaio 1921 le forze spagnole, al comando di Silvestre, avevano occupato il piccolo villaggio di Annual, nella valle di Beni Ulicheck, e vi avevano stabilito la loro principale base avanzata per completare l'occupazione della regione orientale del Marocco. Silvestre era considerato una personalità impetuosa e aggressiva, noto per essere uno dei preferiti del re Alfonso XIII. Durante il suo anno al comando militare della Melilla comandancia, aveva raddoppiato la parte di territorio detenuto dagli spagnoli nel Rif centrale.
Annual era situata circa 130 km a sud-ovest di Melilla. Le fotografie sopravvissute mostrano che l'accampamento di Annual era un vasto agglomerato di tende distribuito su diversi pendii in un paesaggio completamente desertico.

## La battaglia

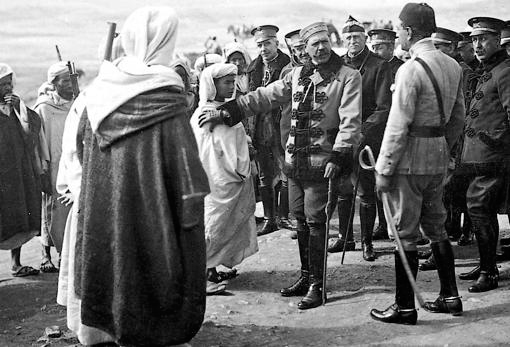
Il generale Silvestre con i suoi uomini, 1921

Il 22 luglio, dopo cinque giorni di scaramucce, 5 000 soldati spagnoli, che occupavano l'accampamento avanzato di Annual, furono attaccati da 3 000 combattenti del Rif. Con le munizioni in esaurimento e una base di appoggio già invasa, il generale Silvestre, che era arrivato ad Annual solo il giorno prima, decise di ritirarsi sulla linea della precedente avanzata spagnola. Poco prima delle 5 del mattino venne inviato un ultimo messaggio radio, che riportava l'intenzione di Silvestre di evacuare Annual la stessa mattina. Verso le 10 del mattino la guarnigione iniziò a marciare in colonna dall'accampamento, ma una leadership confusa e una preparazione inadeguata fecero sì che ogni speranza di un ritiro disciplinato degenerasse rapidamente in una disorganizzata rotta. I coscritti spagnoli, sotto il fuoco pesante ed esausti per il caldo intenso, irruppero in una folla confusa e furono abbattuti o accoltellati dagli uomini della tribù. Solo un'unità di cavalleria, i Cazadores de Alcántara, si mantenne in formazione e fu in grado di condurre una ritirata dal combattimento (vedi quadro sopra).
Le forze irregolari del Rif erano comandate da Muhammad Ibn 'Abd al-Karim al-Khattabi (di solito noto come Abd el-Krim), un ex funzionario dell'amministrazione spagnola presso l'Ufficio per gli affari indigeni a Melilla e uno dei leader della tribù degli Ait Ouriaghel.
La struttura militare spagnola, troppo estesa nel protettorato della Spagna occidentale in Marocco, era crollata. Dopo la battaglia, i berberi del Rif iniziarono ad avanzare verso est e invasero più di 130 blocao spagnoli. Le guarnigioni spagnole furono sterminate senza aver potuto dare una risposta coordinata agli attacchi. Alla fine di agosto, la Spagna aveva perso tutti i territori che aveva conquistato nell'area dal 1909. Il generale Silvestre scomparve e i suoi resti non furono mai ritrovati. Secondo un rapporto, il sergente spagnolo Francisco Basallo Berrcerra, della guarnigione di Kandussi, identificò i resti di Silvestre dalla fascia del generale. Un corriere moresco di Kaddur Namar affermò che, otto giorni dopo la battaglia, aveva visto il cadavere del generale a faccia in giù sul campo di battaglia.

## Il ritiro spagnolo

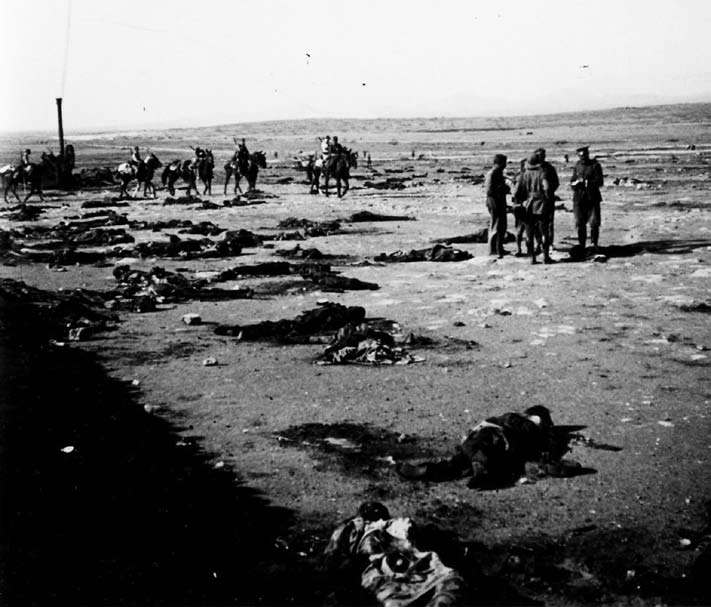
Ufficiali spagnoli ispezionano i resti della guarnigione di Monte Arruit, gennaio 1922

Ad Afrau, sulla costa, le navi da guerra spagnole riuscirono a evacuare la guarnigione. A Zoco el Telata de Mtalsa, nel sud, le truppe e i civili spagnoli furono in grado di ritirarsi nella zona francese. I sopravvissuti spagnoli alla battaglia si ritirarono a circa 80   km dalla vasta base fortificata del Monte Arruit, costruita tra il 1912 e il 1916 e situata a sud di Melilla. Lì fu tentata una presa di posizione sotto la guida del generale Felipe Navarro. Poiché la posizione era circondata e tagliata fuori dall'acqua e dai rifornimenti, il 9 agosto il generale Dámaso Berenguer Fusté, Alto Commissario spagnolo nel protettorato, autorizzò la sua resa. Secondo quanto riferito, i Rifeños non rispettarono le condizioni di resa e uccisero 3 000 soldati spagnoli. Il generale Navarro fu fatto prigioniero, insieme a 534 militari e 53 civili, che furono riscattati alcuni anni dopo.
Melilla era a soli 40 km di distanza, ma non era in grado di fornire aiuto, poiché la città era quasi indifesa e mancava di truppe adeguatamente addestrate. I sopravvissuti, esausti e demoralizzati, di Annual che raggiunsero Melilla non erano in condizioni di rafforzare efficacemente la guarnigione esistente. Tuttavia, le forze tribali del Rif si erano in gran parte disperse dopo la cattura del Monte Arruit, lasciando Abd-el-Krim con uomini insufficienti per assediare Melilla. Inoltre, cittadini di altre nazioni europee vivevano a Melilla ed egli non voleva rischiare un intervento internazionale.  Abd-el-Krim, in seguito, affermò che fu il suo più grande errore.
La Spagna raccolse rapidamente circa 14 000 rinforzi dalle unità d'élite dell'Esercito d'Africa che operavano a sud di Tétouan, nella zona occidentale. Comprendevano principalmente unità della Legione spagnola, che era stata appena creata nel 1920 e Regulares marocchini. Trasferiti a Melilla via mare, i rinforzi consentirono di mantenere la città e riprendere il Monte Arruit entro la fine di novembre. 

La ritirata delle truppe spagnole a Melilla dopo la battaglia di Annual

Si disse che gli spagnoli potrebbero aver perso fino a 22 000 soldati ad Annual e nei combattimenti successivi. Lo storico tedesco Werner Brockdorff affermò che solo 1 200 dei 20 000 uomini spagnoli riuscì a fuggire, ma tale stima delle perdite sembra essere esagerata. Secondo quanto riferito, le vittime del Rif furono solo 800. Le cifre ufficiali finali del bilancio delle vittime spagnole, sia ad Annual che durante la successiva rotta che portò le forze del Rif alla periferia di Melilla, furono riportate alle Cortes Generales come 13 192 morti.
Il materiale perso dagli spagnoli, nell'estate del 1921 e soprattutto nella battaglia di Annual, comprendeva 11 000 fucili, 3 000 carabine, 1 000 moschetti, 60 mitragliatrici, 2 000 cavalli, 1 500 muli, 100 cannoni e una grande quantità di munizioni. Abd el-Krim osservò in seguito: "In una sola notte, la Spagna ci fornì tutto l'equipaggiamento di cui avevamo bisogno per portare avanti una grande guerra".  Altre fonti danno la quantità di bottino sequestrato dai guerrieri del Rif come 20 000 fucili (Mauser di fabbricazione tedesca), 400 mitragliatrici (Hotchkiss) e da 120 a 150 pezzi di artiglieria (Schneider).

## Conseguenze
La crisi politica provocata da questo disastro portò Indalecio Prieto a dire al Congresso dei Deputati: “Siamo nel periodo più acuto della decadenza spagnola. La campagna in Africa è un totale, assoluto fallimento dell'esercito spagnolo, senza attenuanti". Il Ministro della Guerra ordinò la creazione di una commissione investigativa, guidata dal generale Juan Picasso González, che sviluppò il rapporto noto come Expediente Picasso. Il rapporto dettagliava numerosi errori militari, ma l'azione ostruzionista di vari ministri e giudici non consentì di addossare la responsabilità politica della sconfitta. In generale, la sconfitta è spesso considerata in Spagna come la peggiore dell'esercito spagnolo nei tempi moderni.
Le ragioni della schiacciante sconfitta potrebbero risiedere nelle decisioni tattiche di Silvestre e nel fatto che il grosso dell'esercito spagnolo era formato da coscritti scarsamente addestrati. L'opinione popolare attribuì ampiamente la colpa del disastro al re Alfonso XIII, che, secondo diverse fonti, aveva incoraggiato l'irresponsabile penetrazione di Silvestre in posizioni lontane da Melilla senza avere alle spalle adeguate difese. L'apparente indifferenza di Alfonso (in vacanza nel sud della Francia, avrebbe detto che "la carne di pollo costa poco" quando venne informato del disastro, anche se altre fonti rendono la citazione come "la carne di pollo è costosa" quando fu informato del riscatto richiesto da Abd el-Krim per i funzionari fatti prigionieri a Mount Arruit) portò a una reazione popolare contro la monarchia. La crisi fu una delle tante che nel corso del decennio successivo minarono la monarchia spagnola e portarono alla nascita della Seconda Repubblica spagnola.
Il 2 luglio 2012 il reggimento di cavalleria Cazadores de Alcántara è stato insignito della Croce Laureata di San Ferdinando dal Consiglio dei Ministri per la sua azione di retroguardia ad Annual.